# 格鲁吉亚驻华大使馆
格鲁吉亚驻华大使馆，是格鲁吉亚在中华人民共和国的最高外交代表机构，馆址位于北京市朝阳区霄云路18号京润水上花园G38。

## 历史
1991年4月9日格鲁吉亚共和国宣布从苏联正式独立，1992年6月9日，格鲁吉亚同中国正式建立外交关系。2005年5月18日，格鲁吉亚驻华大使馆开馆，中国外交部部长助理李金章以及韩国、芬兰、瑞士、阿根廷、立陶宛等国驻华大使参加了使馆开馆仪式。
2022年7月8日，格鲁吉亚驻华大使馆在北京举办招待会，庆祝格鲁吉亚国家独立日暨中格建交30周年。格鲁吉亚驻华大使阿尔赤·卡岚第亚及中国政府欧亚事务特别代表李辉出席招待会并致辞。